# Greenville, North Carolina

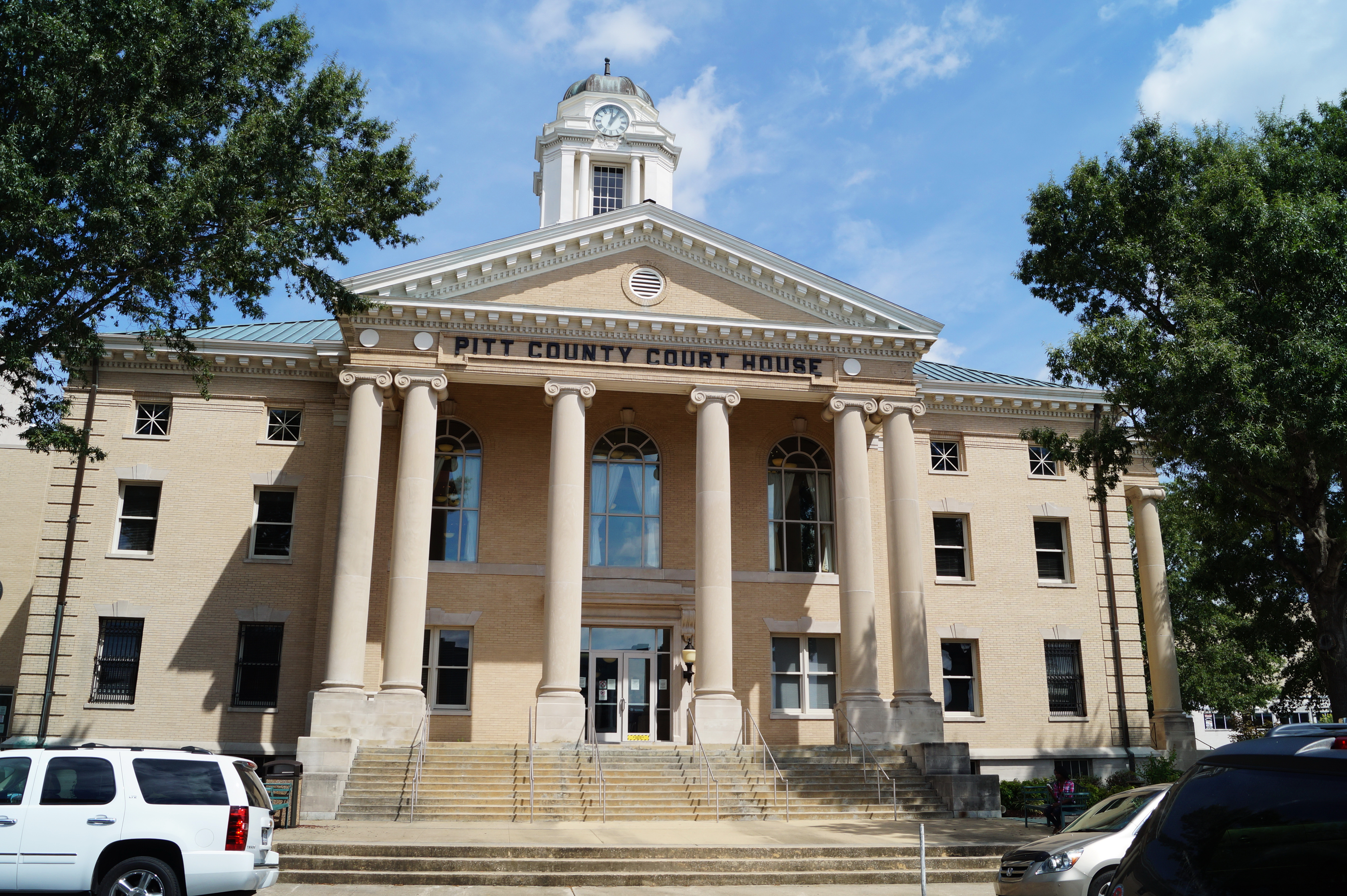
Pitt County Courthouse

Greenville är en stad i den amerikanska delstaten North Carolina med en yta av 68 km² och en folkmängd på 84 986 invånare (2009). Greenville är administrativ huvudort i Pitt County.

## Kända personer från Greenville
- Lee Norris, skådespelare
- MrBeast, youtubare